# Argentine Islands
Argentine Islands  – grupa wysp w Wilhelm Archipelago u zachodnich wybrzeży Półwyspu Antarktycznego.

## Nazwa
Nazwane przez Jeana-Baptiste Charcota (1867–1936) na cześć Republiki Argentyńskiej w uznaniu jej hojności i życzliwości dla wyprawy Charcota na Antarktydę w latach 1903–1905 .

## Geografia
Grupa wysp w Wilhelm Archipelago u zachodnich wybrzeży Półwyspu Antarktycznego, oddzielona od Graham Coast cieśniną Penola Strait . Argentine Islands leżą ok. 8 km na południowy zachód od Petermann Island i 6,5 km na północny zachód od Cape Tuxen .
W skład archipelagu wchodzą (od północnego wschodu na południowy zachód): Fanfare Island, Irizar Island, Uruguay Island, Forge Island, Grotto Island, Corner Island, Galindez Island, Winter Island, Shelter Island, Skua Island, Leopard Island, Black Island i The Barchans .
Na wyspach odnotowano występowanie m.in. śmiałka antarktycznego, którego ilość zwiększyła się 25-krotnie w latach 1964–1990, co jest przypisywane ociepleniu klimatu. Występują tu także grzyby z rodziny kruszownicowatych (Umbilicariaceae) – Umbilicaria antarctica, Umbilicaria decussata, Umbilicaria kappenii, Umbilicaria nylanderiana i Umbilicaria umbilicarioides. Stwierdzono tu także obecność 78 gatunków glonów.

## Historia
Argentine Islands zostały odkryte i pobieżnie zmapowane przez ekspedycję francuską pod dowództwem Jeana-Baptiste Charcota (1867–1936) w latach 1904–1905 . Zmapowane ponownie w 1909 roku przez drugą ekspedycję francuską Charcota (1908–1910) i przez Brytyjską Ekspedycję do Ziemi Grahama (1934–1937) pod kierownictwem australijskiego polarnika Johna Rymilla (1905–1968) . Wyprawa Rymilla została zmuszona do przezimowania na Winter Island – zbudowano chatę i hangar na samolot. 
W lutym 1942 roku do dawnej bazy Rymilla na Winter Island przybył argentyński statek „Primero de Mayo”, który zostawił cylindry z informacjami o roszczeniach Argentyny do obszaru pomiędzy 25°W i 68,34°W a 60°S. W 1946/1947 Falkland Islands Dependencies Survey (FIDS) założyło na Winter Island Station F, która w 1954 roku została przeniesiona na Galindez Island i w 1977 roku przemianowana na Station Faraday. W 1996 roku stacja została przekazana Ukrainie i odtąd funkcjonuje jako Wiernadski . Dobrze zachowane pozostałości bazy na Winter Island – Wordie House  znajdują się a liście historycznych miejsc i pomników w Antarktyce (ang. Historic Sites and Monuments in Antarctica, HSM), objętych ochroną na mocy Układu Antarktycznego ze względu na wartość historyczną, dokumentującą odkrycia i badania Antarktyki .  
Wyspy zostały zbadane przez FIDS w latach 1958–1961 .